# Hughes Richard
Hughes Richard est un poète jurassien, libraire, éditeur et auteur d'une bibliographie de Blaise Cendrars.

## Biographie
Hughes Richard naît à Lamboing en 1934. De mère couturière et de père paysan-horloger, il est l'aîné de deux frères et d'une sœur. Durant sa scolarité au progymnase de la Neuveville, il se lie d'amitié avec Francis Giauque. Il étudie à l'école normale de Porrentruy et travaille comme instituteur de 1956-1959. Il s'établit ensuite à Paris (1959-1975) où il devient secrétaire du Prix Rencontre et collabore aux éditions du même nom. Pendant cette période, il se lance dans la rédaction d'une bibliographie aussi complète que possible de Blaise Cendrars, compilant livres, articles, catalogues, fiches et traductions. Son travail sur l'écrivain est conservé dans un fonds Blaise Cendrars à la bibliothèque nationale depuis 2008,. De retour de Paris, il est employé à la Librairie ancienne Eugène Reymond à Neuchâtel. Il vit depuis 1986 aux Ponts-de-Martel, où il pratique la librairie en chambre. Il édite quelques écrits sous l’enseigne À la Main amie. 

Membre de l'Institut jurassien des sciences, des lettres et des arts, il reçoit de nombreux prix littéraires qui consacrent ses qualités d'écrivain et de poète,. Un numéro de la revue culturelle du Jura bernois et de Bienne Intervalles lui est consacré.
Oui pourquoi sommes-nous là encore
Nous qui n'avions que l'éphémère
Pour passeport ?

Hughes Richard, A toi seule je dis oui, Postface d'Arnaud Buchs, Ed.                                 Empreintes, 2001

## Œuvres et contributions
- Le Soleil délivré (éd. Rencontre, 1961)
- La Ballade pour parler d'adolescence, illustrations de Pierre Raetz (éd. Robert, 1962)
- La Vie lente, illustrations de Jean-François Comment (éd. Prévôté, 1965)
- La Saison haute (éd. A. Henneuse, 1971)
- Ici. Poèmes 1970-1973 (éd. Rencontre, 1975)
- À la dame des lundis, gravure de Catherine Malineau (éd. Commune mesure, 1975)
- Sauser avant Cendrars (éd. Nouvelle revue neuchâteloise, 1979)
- À toi seule je dis oui, 21 bois en couleur de Christian Henry (éd. C. Henry, 1987)
- Petite musique des pays sans printemps, proses illustrées par Jean-Marie Hotz (éd. Intervalles, 1990)
- Neiges, avec douze hors-textes de Michel Wolfender, préface de Rose-Marie Pagnard (éd. Canevas, 1995)
- Cher Blaise, eaux-fortes et sérigraphies de Thierry Bourquin (éd. Nomades, 2002)
- L'Or de Chasseral, illustration de Thierry Bourquin (éd. Nouvelle revue neuchâteloise, 2003)
- [Aveku] = [Avec], eaux-fortes rehaussées de Thierry Bourquin (éd. Nomades, 2004)
- Mémoire des forêts fabuleuses, photographies de Freddy Huguenin accompagnées de textes (éd. G. Attinger, 2006)
- Horlogerie minutieuse de la mémoire, illustrations et convergences de Pierre Raetz (éd. À la Main amie, 2011)
- Miquette et le Quiperlibresson ou la fable facétieuse de mon oiseau-moqueur (éd. diffusés, 2017)
- Mon Jura (éd. A la Main amie, 2022)